# Marco Servilio Púlex Gémino
Marco Servilio Púlex Gémino o Marco Servilio Púlice Gémino (en latín, Marcus Servilius Pulex Geminus) fue un senador romano elegido augur en el año 211 a. C. en el lugar de Espurio Carvilio Máximo Ruga que había muerto en el año anterior.

## Carrera política
En el año 203 a. C. fue edil curul y, conjuntamente con su colega, dedicó una cuadriga de oro en el Capitolio. En el mismo año fue magister equitum del dictador, Publio Sulpicio Galba Máximo, con quien viajó por Italia para examinar las causas que habían llevado a varios pueblos a rebelarse contra Roma. 
En 202 a. C. fue cónsul con Tiberio Claudio Nerón y obtuvo Etruria como provincia, al mando de dos legiones y en donde su imperium se prorrogó al año siguiente. 
En 200 a. C. fue uno de los diez comisionados para la distribución de tierras en Samnio y Apulia entre los veteranos de Escipión el Africano. En 197 a. C. fue uno de los triunviros designados por un período de tres años para establecer una serie de colonias en la costa oeste de Italia. 
En el año 167 a. C. durante la disputa sobre si se debía conceder un triunfo a Emilio Paulo, el conquistador de Macedonia, Servilio Púlex se dirigió al pueblo en favor de Emilio Paulo.